# Jaderná velmoc

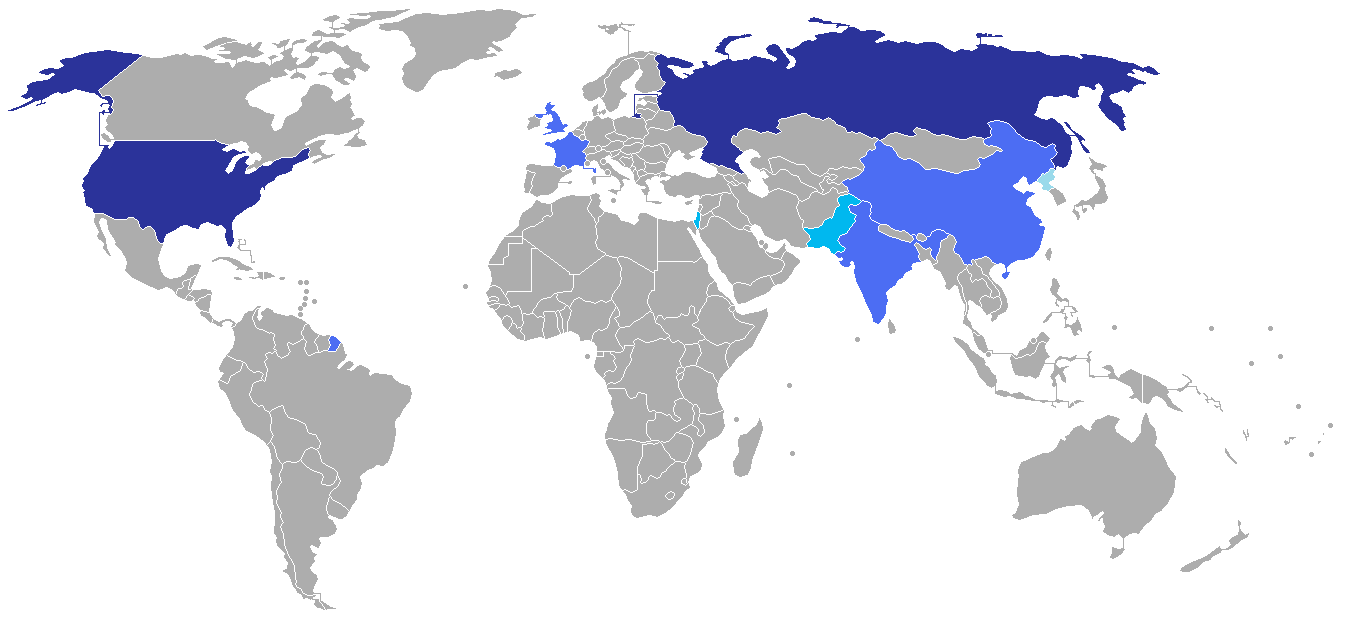
Jaderné velmoci

Jaderná velmoc (někdy též jaderná mocnost) je země, která disponuje jadernými zbraněmi, a je schopná je vyrábět. Země patřící do tohoto tzv. jaderného klubu tím typicky získávají vyšší prestiž a význam v mezinárodní politice. K roku 2024 vlastní zhruba 90 % všech jaderných zbraní Rusko a USA.
Podle Smlouvy o nešíření jaderných zbraní (Nuclear Non-Proliferation Treaty, NPT) je v současné době uznáváno pět jaderných velmocí: USA, Rusko, Spojené království, Francie a Čínská lidová republika. Dva další státy, Indie a Pákistán, které nebyly signatáři Dohody o nešíření jaderných zbraní, provedly jaderné testy – Indie v roce 1974 a Pákistán v devadesátých letech. Severní Korea odstoupila od dohody o jaderném odzbrojení v roce 2003, následně provedla vlastní jaderné testy. Jadernými zbraněmi disponuje pravděpodobně i Izrael, který informaci nikdy oficiálně nepotvrdil ani nevyvrátil. Ke Smlouvě o jaderném odzbrojení se nepřipojil. Otevřeně se nicméně přijímá fakt, že Izrael má jaderné zbraně. Postoj Izraele je však takový, že nechce být tím, kdo přinese jaderné zbraně do prostředí Blízkého východu.
Jadernou zbraň v minulosti vyvinula také Jihoafrická republika, ale vlastnictví jaderných zbraní se vzdala a veškeré zásoby zničila. Ze snahy vyrobit jaderné zbraně jsou podezírány také Írán a Saúdská Arábie.

## Státy vlastnící jaderné zbraně
Mezi jaderné velmoci patří Spojené státy americké, které za druhé světové války atomovou bombu vyvinuly a 16. července 1945 uskutečnily první pokusnou jadernou explozi (projekt Manhattan). Druhou jadernou mocností se v roce 1949 stal Sovětský svaz, který při vývoji využíval také informace získané špionáží amerického programu. V roce 1953 Sovětský svaz předstihl Spojené státy americké a jako první vyvinul a otestoval termonukleární zbraň – vodíkovou bombu; Spojeným státům se to podařilo v roce 1954.  
Sovětské jaderné zbraně nepřešly po rozpadu SSSR automaticky do vlastnictví Ruska. Jaderné zbraně umístěné např. na Ukrajině se staly po rozpadu SSSR vlastnictvím Ukrajiny. Nakonec ale jaderný arzenál dislokovaný v zemích bývalého SSSR (Běloruska, Ukrajiny a Kazachstánu) přešel podle Budapešťského memoranda z roku 1994 do vlastnictví Ruské federace.
Jaderný arzenál převážně díky informacím získaným spoluprací s USA vyvinula a v roce 1952 otestovala Velká Británie. V roce 1957 provedla také test vodíkové pumy. V roce 1960 uskutečnila svůj první jaderný test Francie, v roce 1968 pak uskutečnila i pokusný termonukleární výbuch. Jaderným testem se v roce 1964 do jaderného klubu zařadila Čínská lidová republika; v roce 1967 pak otestovala i termonukleární pumu.
Ve spolupráci se SSSR vyvinula jaderné zbraně Indie, která první pokusný výbuch uskutečnila v roce 1974. V roce 1998 uskutečnil jaderný test Pákistán. V roce 2003 od NPT odstoupila Severní Korea, která v únoru 2005 oznámila, že vlastní jaderné zbraně; bez uskutečnění testu však o tomto tvrzení panovaly pochyby. Uskutečnění zkoušky jaderné zbraně oznámila Severní Korea 9. října 2006.

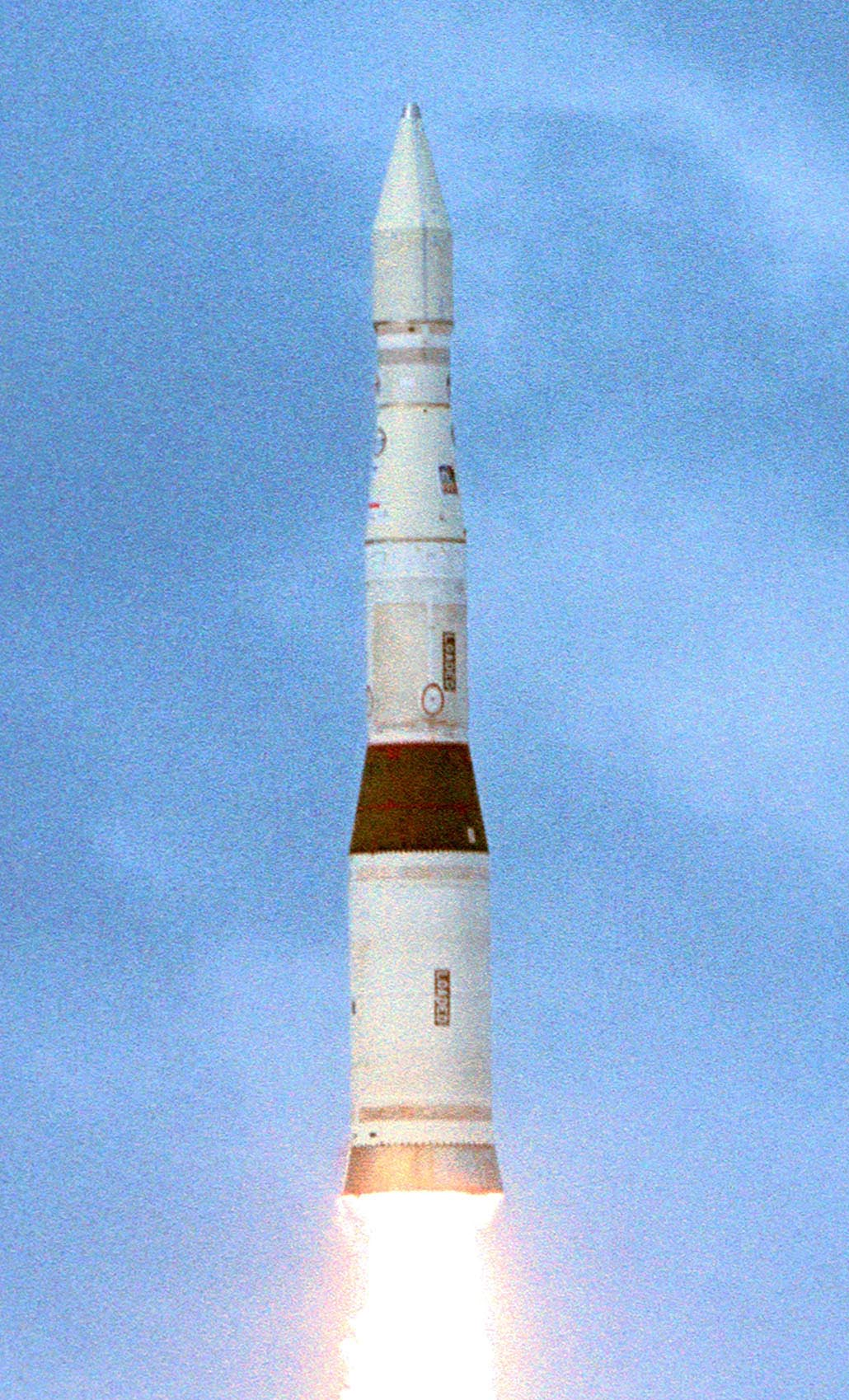
Americká mezikontinentální jaderná raketa Minuteman
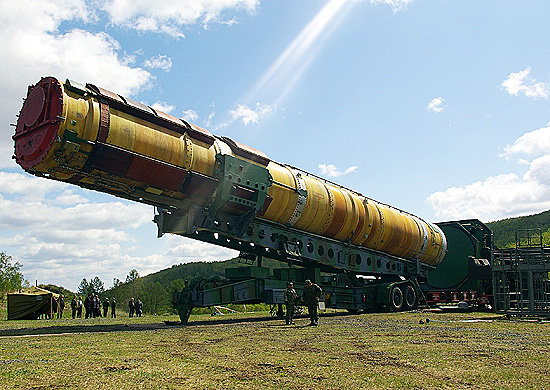
Ruská mezikontinentální jaderná raketa R-36
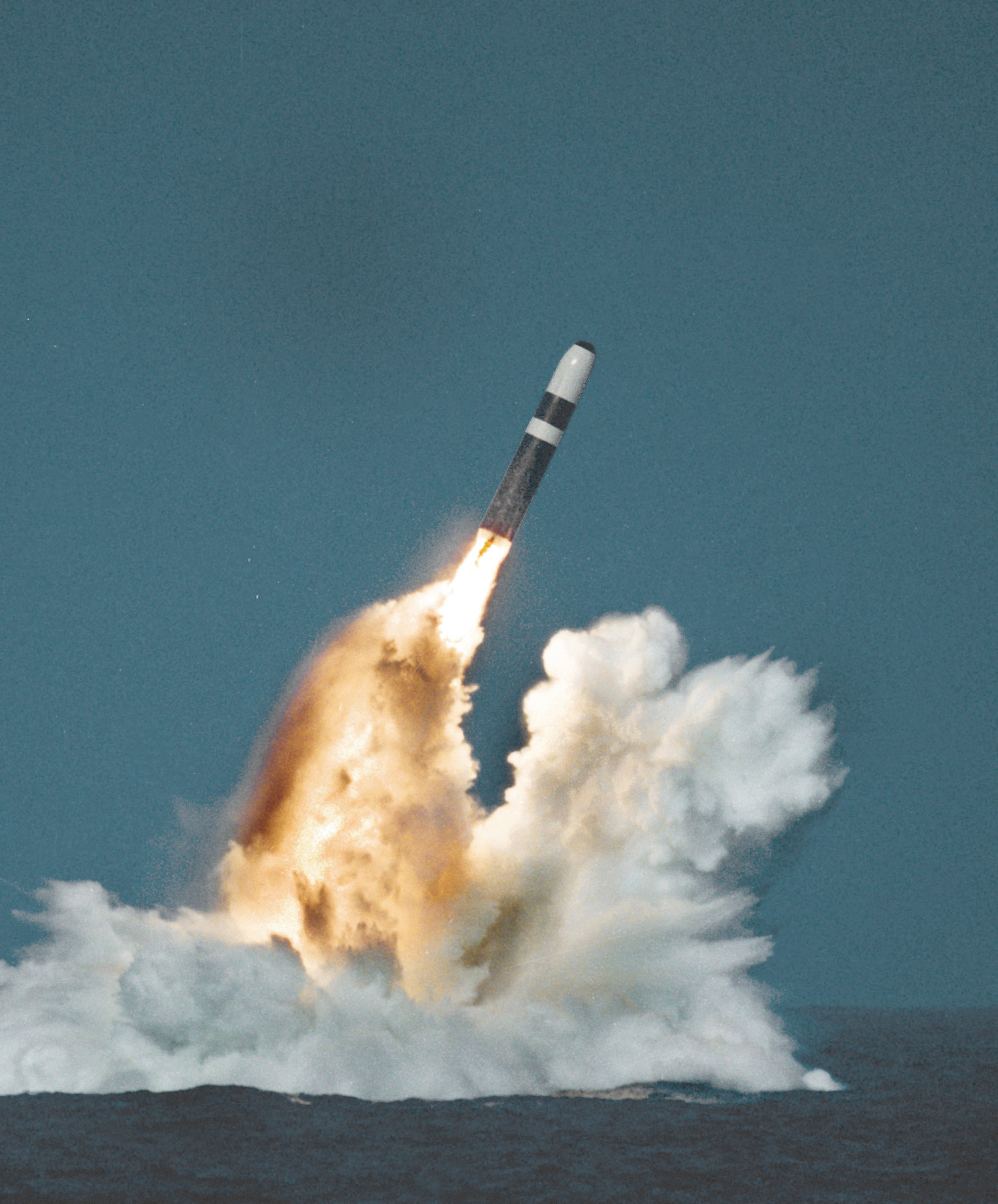
Britská námořní jaderná raketa Trident
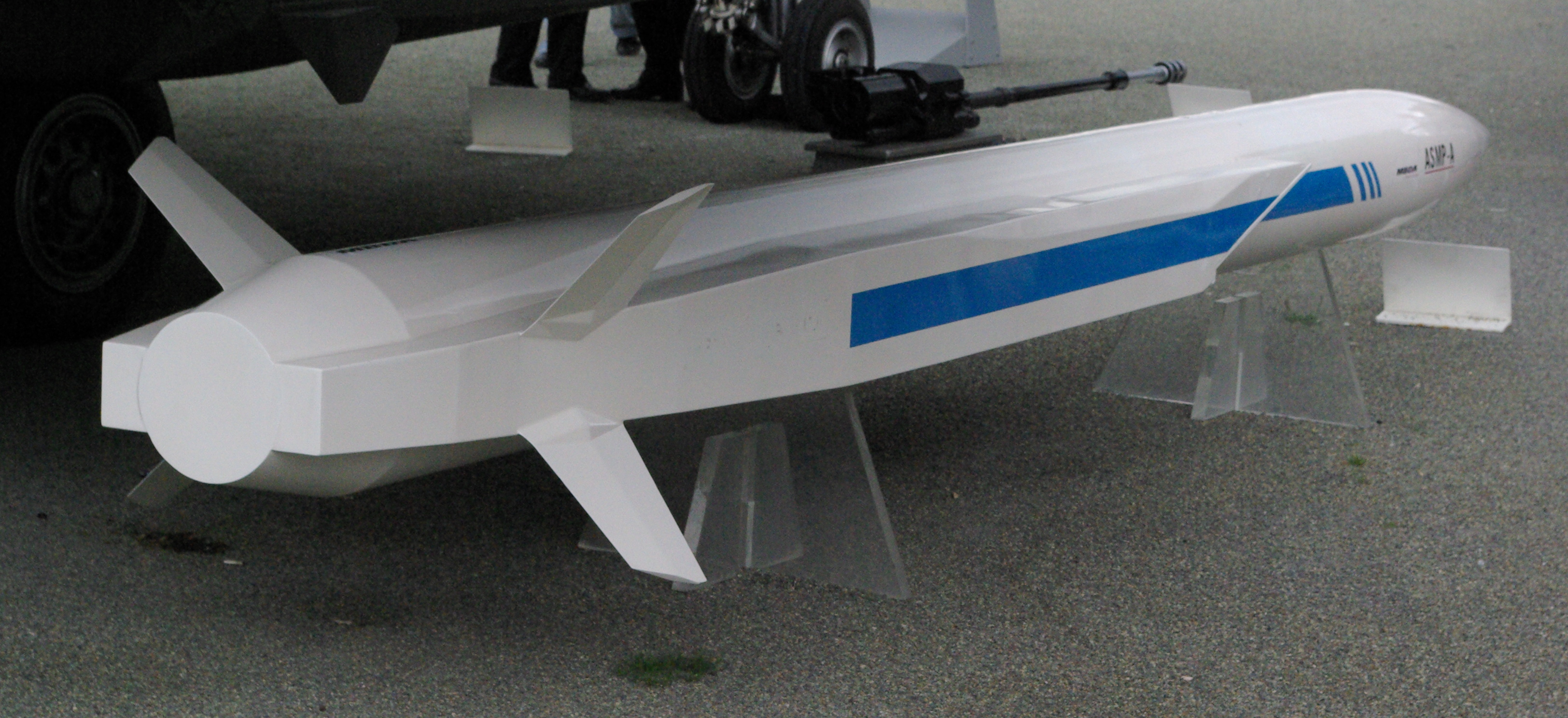
Francouzská jaderná raketa ASMP pro letouny Mirage a Rafale
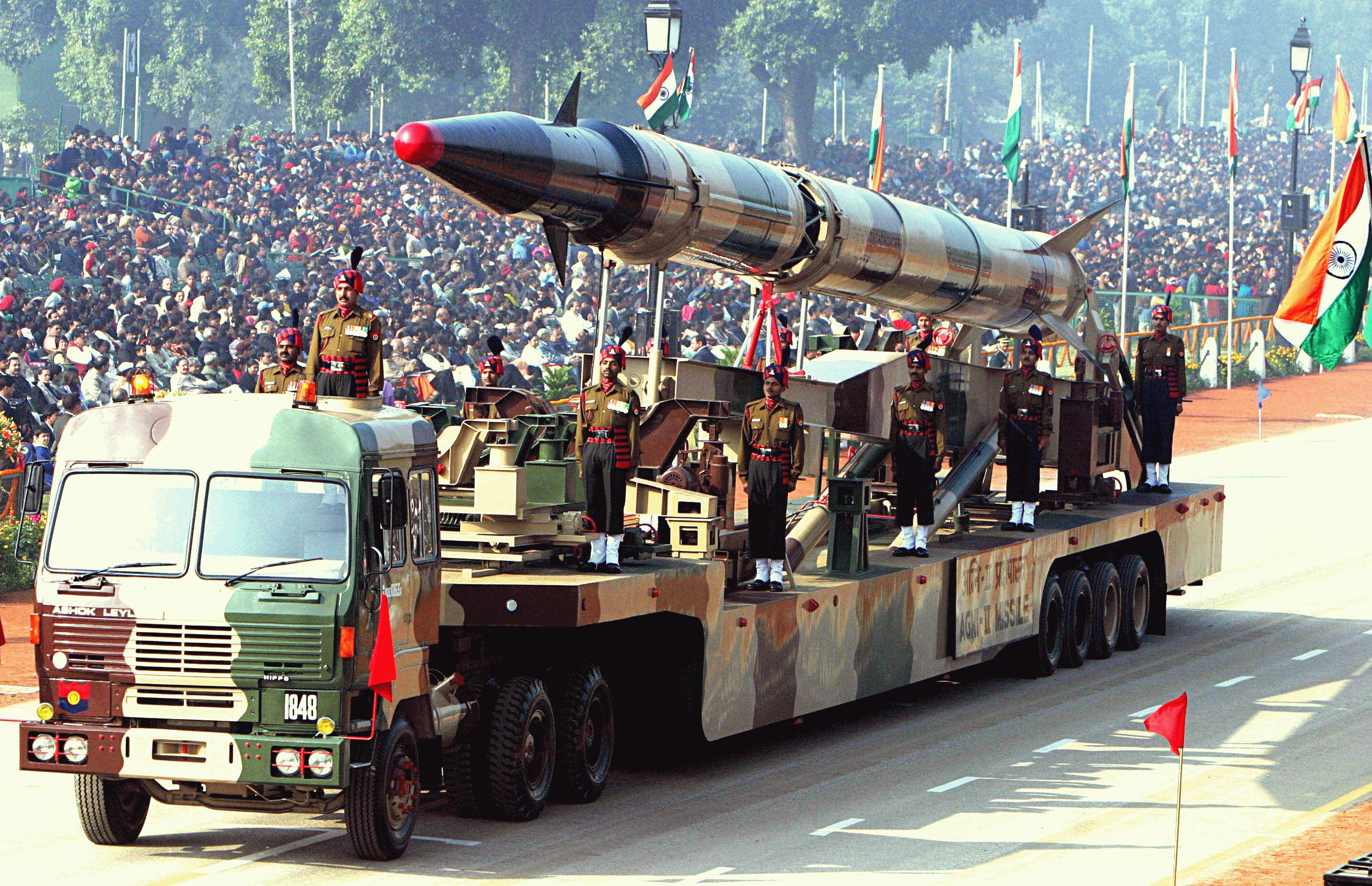
Indická jaderná raketa Agni-II

## Přehled jaderných států a jejich kapacit
| Stát               | Počet hlavic (aktivní / celkem) | Datum první jaderné zkoušky    | Smlouva CTBT | Způsob dopravení     |
| ------------------ | ------------------------------- | ------------------------------ | ------------ | -------------------- |
| USA                | 1 770 / 5 244                   | 16. 7. 1945 („Trinity“)        | Signatář     | Ze vzduchu/země/vody |
| Rusko              | 1 674 / 5 889                   | 29. 8. 1949 („RDS-1“)          | Ratifikována | Ze vzduchu/země/vody |
| Spojené království | 120 / 225                       | 3. 10. 1952 („Hurricane“)      | Ratifikována | Z vody               |
| Francie            | 280 / 290                       | 13. 2. 1960 („Gerboise Bleue“) | Ratifikována | Ze vzduchu/vody      |
| Čína               | 0 / 410                         | 16. 10. 1964 („596“)           | Signatář     | Ze vzduchu/země/vody |
| Indie              | 0 / 164                         | 18. 5. 1974 („Smiling Buddha“) | Nepodepsána  | Ze vzduchu/země/vody |
| Izrael             | 0 / 90–200                      | podezření na 22. 9. 1979       | Signatář     | Ze vzduchu/země/vody |
| Pákistán           | 0 / 170                         | 28. 5. 1998 („Chagai-I“)       | Nepodepsána  | Ze vzduchu/země/vody |
| Severní Korea      | 0 / 30                          | 9. 10. 2006                    | Nepodepsána  | Ze země/vody         |

## Státy podezřelé z vlastnictví jaderných zbraní

Signatáři Smlouvy o nešíření jaderných zbraní vlastnící jaderné zbraně (Čína, Francie, Rusko, Velká Británie, USA).
Další státy vlastnící atomové zbraně, kteří nejsou signatáři Smlouvy o nešíření jaderných zbraní (Indie, Severní Korea, Pákistán)
Státy s předpokládaným vlastnictvím jaderných zbraní (Izrael).
Podezření na atomový program (Írán, Saúdská Arábie)
Státy sdílející jaderné zbraně v rámci NATO.
Státy, které se vlastnictví jaderných zbraní vzdaly.
Upuštěno od programu jaderných zbraní.

V roce 1986 zveřejnil britský tisk informace o izraelském jaderném programu, které získal od Mordechaie Vanunu, který v tomto programu pracoval jako technik. Izrael není signatářem NPT a oficiálně se odmítá k vlastnictví jaderných zbraní jakkoli vyjádřit. Obvykle je však považován za de facto jadernou velmoc, podle Federace amerických vědců vlastní zhruba 80 jaderných bomb. Uniklá e-mailová korespondence amerického exministra zahraničí Colina Powella poukazuje na to, že Izrael v současnosti vlastní 200 aktivních jaderných hlavic, které jsou všechny údajně namířeny na Írán.
Írán je signatářem NPT a označuje svůj jaderný program za ryze civilní. Západní státy, hlavně USA, však Írán podezřívají ze snahy o zbrojní využití. Po období ekonomických sankcí uzavřel v roce 2015 mezinárodní dohodu, podle které výměnou za ukončení sankcí omezí svůj jaderný program.

## Státy, které vlastnily jaderné zbraně v minulosti
Mnoho států mělo v historii na svém území dočasně umístěny jaderné zbraně cizích mocností, zvláště v období studené války. Krátce po sametové revoluci provedla československá armáda měření ke zjištění, zda byly sovětské jaderné zbraně umístěny i na území ČSSR (na základě dohody, kterou uzavřely SSSR a ČSSR, ve skladech, které byly pod správou sovětských jednotek). Toto měření nic takového nenaznačovalo, což vedlo k závěru, že se jaderné hlavice v Československu nenacházely. V roce 2007 však historik Petr Luňák přišel se studií, podle které ve skladech jaderné zbraně byly.
Také existovalo několik států, které se dobrovolně vzdaly vlastnictví jaderných zbraní, které měly pod svou kontrolou. Největším takovým případem je rozpad Sovětského svazu v roce 1991, po kterém zůstalo na území Ukrajiny, Běloruska a Kazachstánu velké množství jaderných zbraní. Všechny tyto státy zbraně předaly do roku1996 Rusku; všechny jsou také signatáři NPT.
V 80. letech vyvinula jaderné zbraně Jihoafrická republika, přičemž existuje podezření, že v roce 1979, možná s Izraelem, uskutečnila jaderný pokus (viz incident Vela). JAR se, jako jediný stát, dobrovolně statusu jaderné velmoci zřekla a na počátku 90. let veškeré jaderné zbraně demontovala; 10. července 1991 podepsala NPT.